# Cantone di Guipavas
Il Cantone di Guipavas è una divisione amministrativa dell'arrondissement di Brest.
A seguito della riforma approvata con decreto del 13 febbraio 2014, che ha avuto attuazione dopo le elezioni dipartimentali del 2015, è passato da 2 a 3 comuni.

## Composizione
I 2 comuni facenti parte prima della riforma del 2014 erano:
- Guipavas
- Le Relecq-Kerhuon

Dal 2015 i comuni appartenenti al cantone sono i seguenti 3:
- Guipavas
- Plougastel-Daoulas
- Le Relecq-Kerhuon